# فيلي مور
فيلي مور (بالإنجليزية: Willie Moore)‏ هو لاعب قذف أيرلندي، ولد في 1931 في Lisgoold ‏ في جمهورية أيرلندا، وتوفي في 2003.